# Anartioschiza setosa
Anartioschiza setosa är en skalbaggsart som beskrevs av Moser 1913. Anartioschiza setosa ingår i släktet Anartioschiza och familjen Melolonthidae. Inga underarter finns listade i Catalogue of Life.